# Donald Hying

Wappen von Donald Joseph Hying als Bischof von Madison

Wappen von Donald Joseph Hying als Bischof von Gary

Donald Joseph Hying (* 18. August 1963 in West Allis, Wisconsin, USA) ist ein US-amerikanischer Geistlicher und römisch-katholischer Bischof von Madison.

## Leben
Donald Hying empfing am 20. Mai 1989 durch den Erzbischof von Milwaukee, Rembert Weakland OSB, das Sakrament der Priesterweihe.
Am 26. Mai 2011 ernannte ihn Papst Benedikt XVI. zum Titularbischof von Regiae und zum Weihbischof in Milwaukee. Der Erzbischof von Milwaukee, Jerome Listecki, spendete ihm am 20. Juli desselben Jahres die Bischofsweihe; Mitkonsekratoren waren der Erzbischof von New York, Timothy Dolan, und der emeritierte Weihbischof in Milwaukee, Richard John Sklba.
Am 24. November 2014 ernannte ihn Papst Franziskus zum Bischof von Gary. Die Amtseinführung fand am 6. Januar des folgenden Jahres statt.
Am 25. April 2019 ernannte ihn Papst Franziskus zum Bischof von Madison. Die Amtseinführung fand am 25. Juni desselben Jahres statt.